# 吉沛保稅港工業園
吉沛保稅港工業園（简称吉沛）是印度尼西亚工業園之一，位於东爪哇的錦石縣，與港口區，住宅區相結合。 該園區離泗水市24公里。 它由印尼愛凱爾集團的子公司PT. Usaha Era Pratama Nusantara和印尼國營第三港務公司的子公司PT. Berlian Jasa Terminal Indonesia合資構成，共同开发。

## 設施
吉沛工業園總占地達2,933公頃，其中1,761公頃的工業園區，400公頃的港口區，及800公頃的住宅區。 它分為港口區，重工業，中等工業，輕工業，商業，港口和住宅區，可容納約183家企業。
園區的基礎設施包含:
- 23兆瓦的發電廠
- 給水廠
- 污水處理廠
- 連結到國家天然氣公司的天然氣管道[5]
- 光纖電纜的電信系統和網絡連結
- 港口

## 交通
除了擁有自己的港口之外，吉沛工業園可經過高速公路通往泗水市、朱安達國際機場、丹戎佩拉港口。

## 外部連結
- 吉沛工業園官網 （页面存档备份，存于）